# Mantes-la-Jolie
Mantes-la-Jolie és un municipi francès, situat al departament d'Yvelines i a la regió de l'Illa de França. L'any 1999 tenia 43.672 habitants.
Forma part del cantó de Mantes-la-Jolie, del districte de Rambouillet i de la Comunitat urbana Grand Paris Seine et Oise.